# Beaudignies
Beaudignies é uma comuna francesa na região administrativa de Altos da França, no departamento do Norte. Estende-se por uma área de 7.92 km². Em 2010 a comuna tinha 574 habitantes (densidade: 72,5 hab./km²).